# اریک ماس
اریک ماس (انگلیسی: Erich Maas؛ زادهٔ ۲۴ دسامبر ۱۹۴۰) بازیکن فوتبال اهل آلمان است.
از باشگاه‌هایی که در آن بازی کرده‌است می‌توان به باشگاه فوتبال نانت، باشگاه فوتبال پاریس، باشگاه فوتبال بایرن مونیخ، باشگاه فوتبال آینتراخت برانشوایگ، و باشگاه فوتبال زاربروکن اشاره کرد.
وی همچنین در تیم ملی فوتبال آلمان بازی کرده‌است.